# Provincia di María Trinidad Sánchez
María Trinidad Sánchez è una delle 32 province della Repubblica Dominicana. Il suo capoluogo è Nagua.

## Geografia antropica

### Suddivisioni amministrative
La provincia si suddivide in 4 comuni e 5 distretti municipali (distrito municipal - D.M.):
- Cabrera
- El Factor
- Nagua
- Río San Juan